# Jekatěrina Koščejevová
Jekatěrina Koščejevová (rusky: Екатерина Кощеева; anglický přepis: Ekaterina Koshcheeva; * 27. listopadu 1995 Kirov) je ruská horolezkyně a reprezentantka v ledolezení, mistryně světa, vítězka světového poháru a mistryně Evropy v ledolezení na rychlost.

## Výkony a ocenění
- 2015: mistryně světa, juniorská mistryně světa
- 2016: vicemistryně Evropy, juniorská mistryně světa
- 2017: vítězka celkového hodnocení světového poháru (dělené místo)
- 2018: vítězka celkového hodnocení světového poháru
- 2019: vítězka celkového hodnocení světového poháru

### Závodní výsledky
| Mistrovství světa v ledolezení | Mistrovství světa v ledolezení | Mistrovství světa v ledolezení |
| Rok                            | 2015                           | 2017                           |
| ------------------------------ | ------------------------------ | ------------------------------ |
| Rychlost                       | 1                              | 4                              |

| Světový pohár v ledolezení | Světový pohár v ledolezení | Světový pohár v ledolezení | Světový pohár v ledolezení | Světový pohár v ledolezení | Světový pohár v ledolezení |
| Rok                        | 2015                       | 2016                       | 2017                       | 2018                       | 2019                       |
| -------------------------- | -------------------------- | -------------------------- | -------------------------- | -------------------------- | -------------------------- |
| Rychlost                   | 2                          | 2                          | 1-2                        | 1                          | 1                          |
| jednotlivě* (7/5/5)        | -,4,, · ,4,                | 6,, · ,                    | ,8, · ,                    | , · ,,5                    | , · ,4,-                   |

* poznámka: napravo jsou poslední závody v roce
| Mistrovství Evropy v ledolezení | Mistrovství Evropy v ledolezení |
| Rok                             | 2016                            |
| ------------------------------- | ------------------------------- |
| Rychlost                        | 2                               |

| Mistrovství světa juniorů v ledolezení | Mistrovství světa juniorů v ledolezení | Mistrovství světa juniorů v ledolezení |
| Rok                                    | 2015 U22                               | 2016 U22                               |
| -------------------------------------- | -------------------------------------- | -------------------------------------- |
| Obtížnost                              | 3                                      | 2                                      |
| Rychlost                               | 1                                      | 1                                      |